# 7a cerimònia dels Lumières
La 7a cerimònia dels Lumières de la Premsa Internacional, aleshores anomenada Lumières de París, va tenir lloc el 25 de febrer de 2002 a à l'hôtel de Crillon, en el marc del Forum des images. Aquest cop no va ser retransmès per televisió.

## Palmarès
- Milor pel·lícula :
  - Amélie de Jean-Pierre Jeunet
- Millor director :
  - Patrice Chéreau per Intimacy
- Millor guió
  - Jean-Pierre Jeunet i Guillaume Laurant per Amélie
- Millor actriu :
  - Audrey Tautou pel paper d'Amélie Poulain a Amélie
- Millor actor :
  - Michel Bouquet pel paper de Maurice a Comment j'ai tué mon père
- Millor actriu revelació :
  - Rachida Brakni pel paper de Noémie / Malika a Chaos
- Millor actor revelació :
  - Abdel Halis pel paper de Chad a 17, rue Bleue
- Millor pel·lícula estrangera :
  - Billy Elliot de Stephen Daldry